# Макс Ріхтер
Макс Ріхтер (нім. Max Richter; нар. 22 березня 1966, Гамельн) — британський композитор і піаніст німецького походження. Він працює в межах постмінімалістичного та сучасного класичного стилів. Ріхтер має класичну освіту, закінчив композиторський факультет Единбурзького університету, Королівську академію музики в Лондоні, а також навчався у Лучано Беріо в Італії.
Ріхтер аранжує, виконує та пише музику для сцени, опери, балету та екрану. Як митець, він зазначав, що натхнення черпає з того, що відбувається навколо нас у повсякденному житті. Він планує створити музичний твір про це. Ріхтер співпрацював з іншими музикантами, а також артистами перформансу, інсталяцій та медіа-художниками. Він записав вісім сольних альбомів, і його музика широко використовується в кіно, наприклад, музика до анімаційного воєнного фільму Арі Фолмана Вальс із Баширом (2008).
Станом на грудень 2019 року Ріхтер перевищив мільярд прослуховувань музики на стрімінгових сервісах і мільйон продажів альбомів.

## Біографія
Народився 22 березня 1966 в Гамельні, Нижня Саксонія, ФРН. Він виріс в Бедфорді, Велика Британія, навчався в Бедфордській сучасній школі та Бедфордському коледжі вищої освіти.
Ріхтер вивчав композицію та гру на фортепіано в Единбурзькому університеті та Королівській академії музики, а також у Лучано Беріо у Флоренції. Після закінчення навчання Ріхтер став одним із засновників секстету піаністів «Piano Circus», у складі якого протягом десяти років виконував твори новітньої академічної музики. Ансамбль підписав контракт з Decca / Arqo, випустивши п'ять альбомів.
В 1996 році Ріхтер працював з «Future Sound of London» над їх альбомом «Dead Cities». Ріхтер співпрацював з ними протягом двох років. У 2002 році Макс випустив свій перший сольний альбом «Memoryhouse».

## Роботи для кіно та телебачення
Перша робота на телебаченні ― музика до фільму «Geheime Geschichten» (2003), дебют в повнометражному кіно відбувся в кінокартині «Надія» (2007). Однією з найбільш значущих робіт Ріхтера є музика до фільму «Вальс з Баширом» (2008). За роботу над цією стрічкою Макс Ріхтер отримав премію «European Film Award» і номінацію на «Енні».
Серед інших робіт композитора, музика до таких фільмів як «Мей і Лонг» (2008), «Перша лінія» (2009), «Мої слова, моя брехня, моя любов» (2009), «Чужа» (2010), «Черево» (2010), «Її звуть Сара» (2010), «Остання любов на Землі» (2011) та інші.

## Дискографія

### Студійні альбоми
- Memoryhouse (2002)
- The Blue Notebooks (2004)
- Songs from Before (2006)
- 24 Postcards in Full Colour (2008)
- Infra (2010)
- Recomposed by Max Richter: Vivaldi — The Four Seasons (2012)
- Sleep (2015)
- Three Worlds: Music from Woolf Works (2017)
- Voices (2020)
- Voices 2 (2021)
- Exiles (2021)
- The New Four Seasons (2022)

## Саундтреки
| Назва                                               | Рік          | Режисер                                   | Примітки |
| --------------------------------------------------- | ------------ | ----------------------------------------- | --- |
| Gender Trouble                                      | 2003         | Роз Мортимер                              | Короткометражний фільм |
| The Rope                                            | 2005         | Філіп Андре                               | Короткометражний фільм |
| Geheime Geschichten                                 | 2003         | Крістін Віґанд                            | Фільм |
| Soundproof                                          | 2006         | Едмунд Култард                            | Фільм |
| Work                                                | 2006         | Джим Госкінг                              | Фільм |
| Butterfly                                           | 2007         | Трейсі Ґардінер                           | Короткометражний фільм |
| Hope                                                | 2007         | Станіслав Муха                            | Фільм |
| Frankie Howerd: Rather You Than Me                  | 2008         | Джон Александер                           | Фільм |
| Henry May Long                                      | 2008         | Ренді Шарп                                | Фільм. Альбом саундтреків вийшов 29 вересня 2017 року.                                                                                          |
| Вальс із Баширом                                    | 2008         | Арі Фольман                               | Фільм |
| Lost and Found                                      | 2008         | Філіп Хант                                | Фільм |
| Penelope                                            | 2009         | Бен Ферріс                                | |
| La vie sauvage des animaux domestiques              | 2009         | Домінік Гарінг і Фредерік Гупіль          | |
| The Front Line                                      | 2009         | Ренато Де Марія                           | |
| My Words, My Lies — My Love                         | 2009         | Ален Гспонер                              | |
| When We Leave                                       | 2010         | Фео Аладаг                                | Зі Стефаном Мушою. |
| My Trip to Al-Qaeda                                 | 2010         | Алекс Ґібні                               | |
| Черево                                              | 2010         | Бенедек Флігауф                           | |
| Sarah's Key                                         | 2010         | Жиль Паке-Бреннер                         | |
| The Gift                                            | 2010         | Ендрю Ґріффін                             | З Гільдур Ґуднадоттір і Кітом Кенніффом (Goldmund)                                                                                              |
| How to Die in Oregon                                | 2010         | Пітер Д. Річардсон                        | |
| Остання любов на Землі                              | 2011         | Девід Маккензі                            | |
| Незавершений роман                                  | 2011         | Андре Тешіне                              | |
| Nach der Stille                                     | 2011         | Стефані Бюргер, Юле Отт та Манал Абдаллах | З Свеном Кайзером |
| Citizen Gangster                                    | 2011         | Нейтан Морландо                           | |
| Jiro Dreams of Sushi                                | 2011         | Девід Ґелб                                | З Дзіро Оно |
| The Patience Stone/Syngue Sabour                    | 2012         | Атік Рагімі                               | |
| Spanien                                             | 2012         | Аня Саломоновіч                           | |
| Lore                                                | 2012         | Кейт Шортленд                             | |
| Ваджда                                              | 2012         | Хайфа аль-Мансур                          | |
| Роз'єднання                                         | 2012         | Генрі Алекс Рубін                         | |
| The Nun                                             | 2013         | Ґійом Ніклу                               | |
| Конгрес                                             | 2013         | Арі Фолман                                | |
| Ланчбокс                                            | 2013         | Рітеш Батра                               | |
| Останні дні на Марсі                                | 2013         | Руарі Робінсон                            | |
| The Mark of the Angels — Miserere                   | 2013         | Сильвен Вайт                              | |
| Prison Terminal: The Last Days of Private Jack Hall | 2013         | Едґар Баренс                              | |
| The Green Prince                                    | 2014         | Надав Ширман                              | |
| 96 hours                                            | 2014         | Фредерік Шендорфер                        | |
| Escobar: Paradise Lost                              | 2014         | Андреа Ді Стефано                         | |
| Спогади про майбутнє                                | 2014         | Джеймс Кент                               | |
| Залишені                                            | 2014–2017    | Деймон Лінделоф, Том Перротта             | Телесеріал. Альбоми саундтреків вийшли 2 грудня 2014 року (1 сезон), 19 лютого 2015 року (2 сезон) та 2 червня 2017 року (3 сезон, мініальбом). |
| В ліс                                               | 2015         | Патриція Розема                           | |
| Морган                                              | 2016         | Люк Скотт                                 | |
| Чорне дзеркало                                      | 2016         | Джо Райт                                  | Серія («Під укіс»). Альбом саундтреків вийшов 21 жовтня 2016 року.                                                                              |
| Прибуття                                            | 2016         | Дені Вільнев                              | Фільм. «On the Nature of Daylight» використана як тема. Саундтрек Йоганна Йоганнссона.                                                          |
| Небезпечна гра Слоун                                | 2016         | Джон Медден                               | |
| Табу                                                | 2017         | Крістоффер Нюголм, Андерс Енгстрем        | Телесеріал. Альбом саундтреків вийшов 15 вересня 2017 року.                                                                                     |
| Повернення в Монток                                 | 2017         | Фолькер Шлендорф                          | |
| The Sense of an Ending                              | 2017         | Рітеш Батра                               | |
| Guerrilla                                           | 2017         | Джон Рідлі, Сем Міллер                    | Телесеріал. |
| Вороги                                              | 2017         | Скотт Купер                               | |
| Білий хлопець Рік                                   | 2018         | Янн Деманж                                | |
| Робота без авторства                                | 2018         | Флоріан Генкель фон Доннерсмарк           | Фільм. Альбом саундтреків вийшов 5 жовтня 2018 року.                                                                                            |
| Марія — королева Шотландії                          | 2018         | Джозі Рурк                                | Фільм. Альбом саундтреків вийшов 7 грудня 2018 року.                                                                                            |
| My Brilliant Friend                                 | 2018–дотепер | Саверіо Костанцо                          | Телесеріал. Альбоми саундтреків вийшли 7 грудня 2018 року (1 сезон) та 1 травня 2020 року (2 сезон).                                            |
| До зірок                                            | 2019         | Джеймс Грей                               | |
| Вторгнення                                          | 2021–дотепер | Саймон Кінберг, Девід Вайл                | Телесеріал. |
| Астронавт                                           | 2024         | Юган Ренк                                 | |
| Гамнет                                              | 2025         | Хлої Чжао                                 | |

## Визнання
- Найкращий європейський композитор (2008) за саундтрек до фільму Вальс із Баширом.